# Alpine A310
Alpine A310 é um automóvel desportivo produzido pela construtora francesa Renault.
Foi produzido de 1971 a 1985.